# 印度腹麗魚
印度腹麗魚，為輻鰭魚綱鱸形目隆頭魚亞目慈鯛科的其中一種，被IUCN列為瀕危保育類動物，分布於亞洲印度卡納塔克省的淡水流域，體長可達11.5公分，棲息在中底層水域，生活習性不明。

## 擴展閱讀
維基物種上的相關：印度腹麗魚